# Cisto de Baker
Cisto de Baker, cisto poplíteo ou Quisto de Baker é o acúmulo cístico de líquido articular (líquido sinovial) que se forma nas bainhas dos tendões e bursas localizados atrás do joelho.

## Causas, incidência e fatores de risco
Nas crianças, o cisto de Baker aparece como um inchaço indolor atrás do joelho que se percebe melhor quando o mesmo está totalmente estendido. Um cisto grande pode causar certo desconforto ou rigidez; no entanto, normalmente é assintomático. Na maioria das vezes os cistos de Baker desaparecem naturalmente após alguns anos.
Nos adultos o cisto de Baker pode estar relacionado a patologias intra-articulares do joelho. Algumas lesões nas estruturas internas do joelho (menisco, ligamentos, cartilagem, etc.) podem produzir uma maior quantidade de liquido sinovial (sinovite) e desenvolver o cisto de Baker.

## Sintomas
Inchaço indolor atrás do joelho
o cisto se assemelha a uma bexiga cheia de água, cistos grandes atrapalham a flexão e extensão da perna. Pode causar certo desconforto quando se está fazendo alongamentos da panturrilha (gastrocnêmio).

## Sinais e exames
Os sintomas em geral estão relacionados a compressão das estruturas atrás do joelho, em alguns casos o cisto pode romper e provocar um edema na panturrilha com sintomas semelhante a uma trombose venosa o diagnóstico pode ser feito com Transiluminação, Ultrassom, punção aspirativa e eventualmente é descrito no exame de Doppler vascular.
Tratamento:
Geralmente não é necessária intervenção cirúrgica, a menos que o cisto seja muito grande ou doloroso. O cisto em geral melhora com o tratamento da causa que provocou a sinovite. Mesmo que a aspiração cirúrgica reduza o tamanho do cisto, ele pode retornar.

## Expectativas (prognóstico)
O cisto em geral desaparece com o tratamento da sinovite.

## Complicações
O cisto de Baker poderá evoluir com ruptura e causar dor importante na musculatura da perna simulando trombose venosa profunda.